# Арко (Міссурі)
Арко (англ. Arkoe) — селище (англ. village) в США, в окрузі Нодавей штату Міссурі. Населення — 56 осіб (2020).

## Географія
Арко розташоване за координатами 40°15′35″ пн. ш. 94°49′45″ зх. д. / 40.25972° пн. ш. 94.82917° зх. д. (40.259621, -94.829052).  За даними Бюро перепису населення США в 2010 році селище мало площу 0,35 км², уся площа — суходіл.

## Демографія
Згідно з переписом 2010 року, у місті мешкало 68 осіб у 23 домогосподарствах у складі 16 родин. Густота населення становила 193 особи/км².  Було 27 помешкань (77/км²).
Расовий склад населення:
| - 100,0 % — білих |

До двох чи більше рас належало 0,0 %. Частка іспаномовних становила 0,0 % від усіх жителів.
За віковим діапазоном населення розподілялося таким чином: 39,7 % — особи молодші 18 років, 52,9 % — особи у віці 18—64 років, 7,4 % — особи у віці 65 років та старші. Медіана віку мешканця становила 31,5 року. На 100 осіб жіночої статі у місті припадало 100,0 чоловіків;  на 100 жінок у віці від 18 років та старших — 95,2 чоловіків також старших 18 років.
Середній дохід на одне домашнє господарство  становив 51 286 доларів США (медіана — 41 250), а середній дохід на одну сім'ю — 52 544 долари (медіана — 41 250). За межею бідності перебувало 8,0 % осіб, у тому числі 8,8 % дітей у віці до 18 років та 0,0 % осіб у віці 65 років та старших.
Цивільне працевлаштоване населення становило 33 особи. Основні галузі зайнятості: виробництво — 45,5 %, освіта, охорона здоров'я та соціальна допомога — 15,2 %, інформація — 12,1 %, роздрібна торгівля — 9,1 %.